# Serpenticobitis zonata
Serpenticobitis zonata är en fiskart som beskrevs av Kottelat, 1998. Serpenticobitis zonata ingår i släktet Serpenticobitis och familjen nissögefiskar. IUCN kategoriserar arten globalt som otillräckligt studerad. Inga underarter finns listade i Catalogue of Life.